# Anisodes sypharia
Anisodes sypharia är en fjärilsart som beskrevs av Achille Guenée 1858. Anisodes sypharia ingår i släktet Anisodes och familjen mätare. Inga underarter finns listade i Catalogue of Life.